# Mưa sao băng (album)
Mưa sao băng - Meteor Rain (Tiếng Trung: 流星雨; pinyin: Liú Xīng Yǔ) là album phòng thu ra mắt bằng tiếng Quan Thoại của ban nhạc Đài Loan F4 được phát hành ngày 28 tháng 8 năm 2001 bởi Sony Music Đài Loan. Phiên bản Hong Kong của album là một CD nhạc hình (AVCD) gồm 2 video âm nhạc.

## Danh sách bài hát
1. "流星雨" liu xing yu (Meteor Rain) - F4
2. "我是真的真的很愛你" wo shi zhen de zhen de hen ai ni (I Truly Love You/I Really Really Love You) - Jerry
3. "Here We Are" - Ken
4. "誰讓你流淚" shui rang ni liu lei (Who Made You Cry?) - Vanness
5. "為你執著" wei ni zhi zhuo (Persistence For You) - Vic
6. "第一時間" di yi shi jian (At The First Place) - F4
7. "要定你" yao ding ni (Got To Have You) - Jerry
8. "你不愛我愛誰?" ni bu ai wo ai shui (Everywhere/Who Do You Love If Not Me?) - Vanness
9. "愛不會一直等你" ai bu hui yi zhi deng ni (Show Me Your Love/Love Will Not Wait For You) - Ken
10. "最特別的存在" zui te bie de cun zai (The Most Special Existence) - Vic

## Music videos
1. "流星雨" (Meteor Rain) MV
2. "第一時間" (At the First Place) MV